# Magmás kőzetek

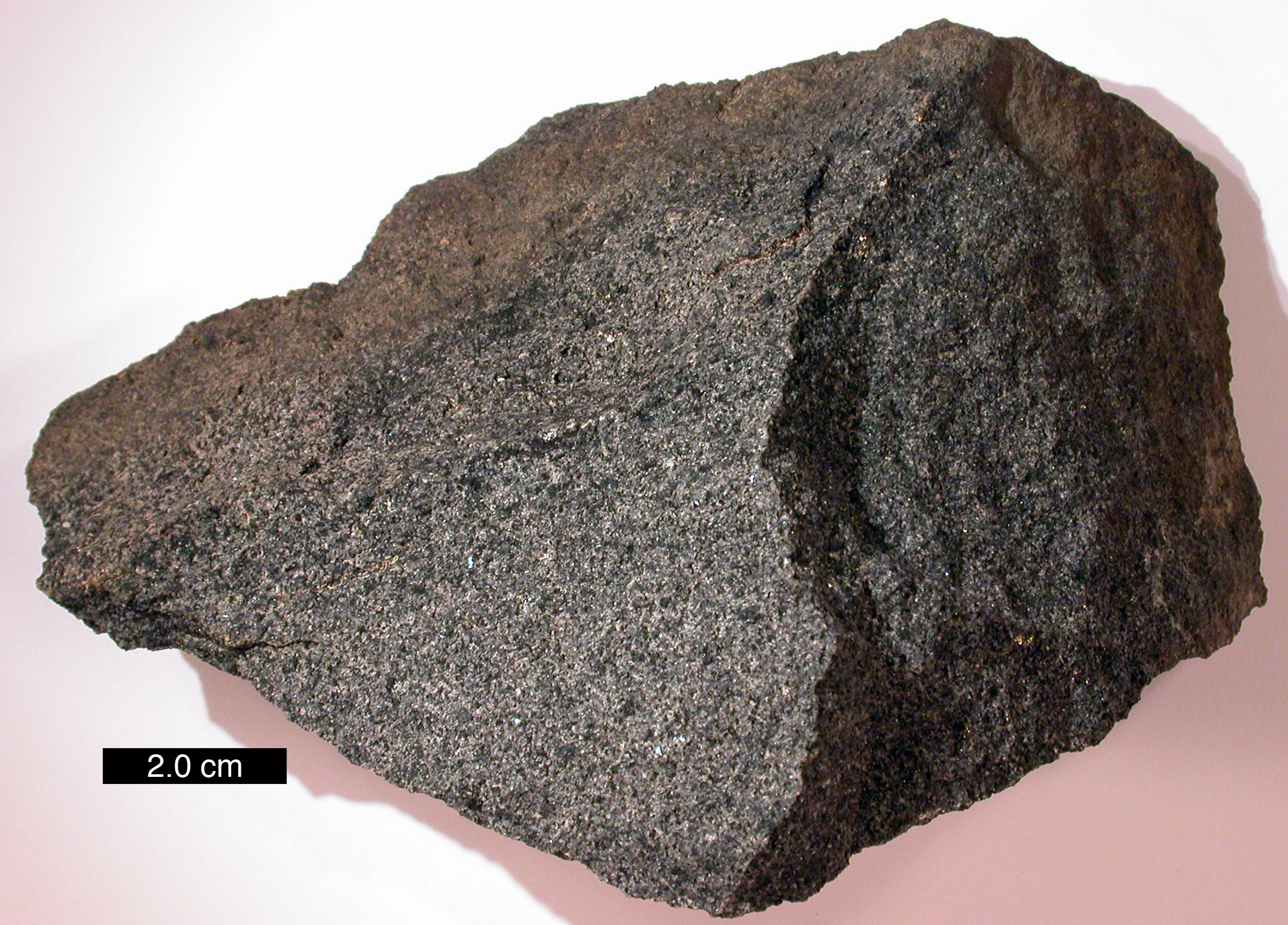
Gabbró

A magmás vagy vulkanikus kőzetek többkomponensű kőzetolvadékokból keletkező kőzetfélék, amiket összetételük és keletkezési helyük szerint és/vagy kristályosodási fokuk szerint osztályozunk.

## Magma
A Föld mélyében, a litoszférában vagy az asztenoszférában keletkezett olvadt kőzetanyagot hívjuk így. A mélyben a magmakamrákban gyűlik össze, s a hasadékok mentén nyomul a felszín felé. Hűlése során sorban kristályosodnak belőle a szilíciumtartalmú ásványok, majd a sor legvégén a kvarc, amennyiben még maradt szabad szilícium. 60% alatti szilíciumtartalom alatt a sor végén nem marad szabad szilícium. Ezért a különböző szilíciumtartalmú magmákból különböző minőségű magmatitok, azaz magmás kőzetek képződnek.
A magmás kőzetek osztályozása:
- Savanyú – 63–80% közötti szilíciumtartalom, mélységi változata a gránit, kiömlési a riolit; színe mindig világos.
- Semleges (vagy neutrális, vagy intermedier) – 52–63% szilíciumtartalom, mélységi: diorit, kiömlési: andezit; színe középszürke.
- Bázisos – 45–52% szilíciumtartalom, mélységi: gabbró, kiömlési: bazalt; színe mindig sötétszürke.
- Ultrabázisos – 45% alatti szilíciumtartalom, mélységi: peridotit, kiömlési: komatiit, illetve pikrit; színe egészen sötét, csaknem fekete.

Más értékhatárokat adnak meg időnként és másképp nevezik meg a kategóriákat:
|                      | Túltelített (>65%)                | Telített (65–48%)                           | Telítetlen (54%>)                                                              |
| -------------------- | --------------------------------- | ------------------------------------------- | ------------------------------------------------------------------------------ |
| nagymélységi         | gránit→granodiorit                | szienit→diorit→gabbró                       | peridotit, wehrlit, piroxenit→nefelin, szienit, essexit→ijolit                 |
| porfiros kismélységi | gránitporfir→granodiorit porfirit | szienitporfir→dioritporfirit→gabbróporfirit | érctelérek→nefelin-szienitporfir→ijolitporfir                                  |
| szemcsés kismélységi | pegmatitok, aplitok, lamprofirek  | pegmatitok, aplitok, lamprofirek            | pegmatitok, aplitok, lamprofirek                                               |
| paleovulkanitok      | kvarcporfir→kvarcporfirit         | porfir→porfirit→diabáz                      | pikrit→fonolit, nefelinbazalt, leucitbazalt, trachitbazalt→nefelinit, leucitit |
| neovulkanitok        | riolit→dácit                      | trachit→andezit→földpátbazalt               | nefelinbazalt, leucitbazalt, trachitbazalt→nefelinit, leucitit                 |

Megjegyzés: a nyilak a csökkenő szilíciumtartalom felé mutatnak. A paleovulkanitok 65 millió évnél idősebbek, ezekben az egykori amorf alkotórészek jórészt átkristályosodtak. A pegmatit, aplit és lamprofir a szemcsés szubvulkanitoknál úgy értelmezendő, hogy eléjük írandó a megfelelő mélységi kőzet neve, például gránitaplit, dioritpegmatit, gabbrólamprofir.

## Ásványos alkotóik
A magmás kőzeteket alkotó ásványok a keletkezési körülményektől függően lehetnek
- idiomorf
- hipidiomorf
- xenomorf

alakúak.
Kőzetszövet szerint:
- holokristályos – teljesen kristályos, minden alkotóeleme kristályosodott. Ilyen minden nagymélységi magmás, és néhány szubvulkáni kőzet
- porfíros – a mélyben már kialakult nagyobb méretű (0,5–2,5 cm közötti, fenoristály) kristályokat amorf vagy mikrokristályos részek veszik körül. Ilyenek a szubvulkanitok általában és a kiömlési kőzetek
- üveges – kristályosodás nincs, az alkotórészek amorf alakban vannak jelen. Csak a kiömlési kőzetek jellemzője

## Nagymélységi magmás kőzetek

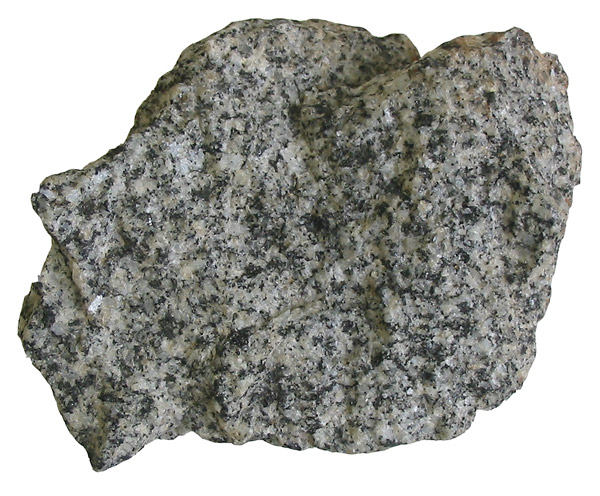
Diorit

A litoszféra repedéseibe hatoló magma megszilárdulásával keletkeznek 36 és 5 km közötti mélységben. Másik neve plutonikus vagy abisszikus kőzet. A lassú lehűlés miatt a bennük lévő ásványok nagyok, durván kristályosak, és szövetük holokristályos. A szemcseméret mindig 0,5–2,5 cm közötti.
- gránit – viszonylag könnyű, szilárd, durvakristályos kőzet. Három fő ásványa:
  - az áttetsző, szürkés kvarc,
  - a fehér vagy sárga plagioklász (oligoklász, illetve albit), és
  - a rózsaszínű vagy fehér káliföldpát
- granodiorit
- diorit – többnyire durvakristályos, sötétszürke vagy zöldesszürke színű
- gabbró – sötét színű, bázisos kémhatású kőzet

## Kismélységi magmás kőzetek
A felszín és 5 km közötti mélységben keletkező, más néven szubvulkáni kőzet. A szubvulkanitokra porfíros vagy holokristályos kőzetszövet jellemző. A kisebb mélység gyorsabb kihűlést, ezért kisebb kristályméreteket okoz, néhány alkotóelemnek esetleg már nincs is ideje kristályosodni. Szemcseméretük mindig vagy kisebb 0,5 cm-nél, vagy nagyobb 2,5 cm-nél. Két jellegzetes kőzete:
- gránitaplit
- gabbrólamprofir

A szubvulkanitok háromféle alakot vehetnek fel:
- pegmatitok – illóanyagokban dús, nagy méretű kristályokkal;
- aplitok – hasadékkitöltésben gyorsan lehűlő, mikroszkopikus méretű kristályokkal, mindig világos színű;
- lamprofirok – hasadékkitöltésben gyorsan lehűlő, mikroszkopikus méretű kristályokkal, mindig sötét színű.

## Felhasználásuk
Évezredek óta építő- és díszítőkőnek használják őket.

## Vulkáni kiömlési kőzetek
A vulkáni kiömlési kőzetek a vulkánból kiömlő láva megszilárdulásával keletkeznek akkor, amikor a magma a felszínre jut. Ekkor kristályai aprók lesznek, sokszor csak mikroszkóppal figyelhetők meg. Ilyenek például a bazalt (sötét színű, kis- és nagykockakő burkolatú utak), az andezit vagy a riolit és a dácit. Kőzetszövete porfíros vagy üveges.

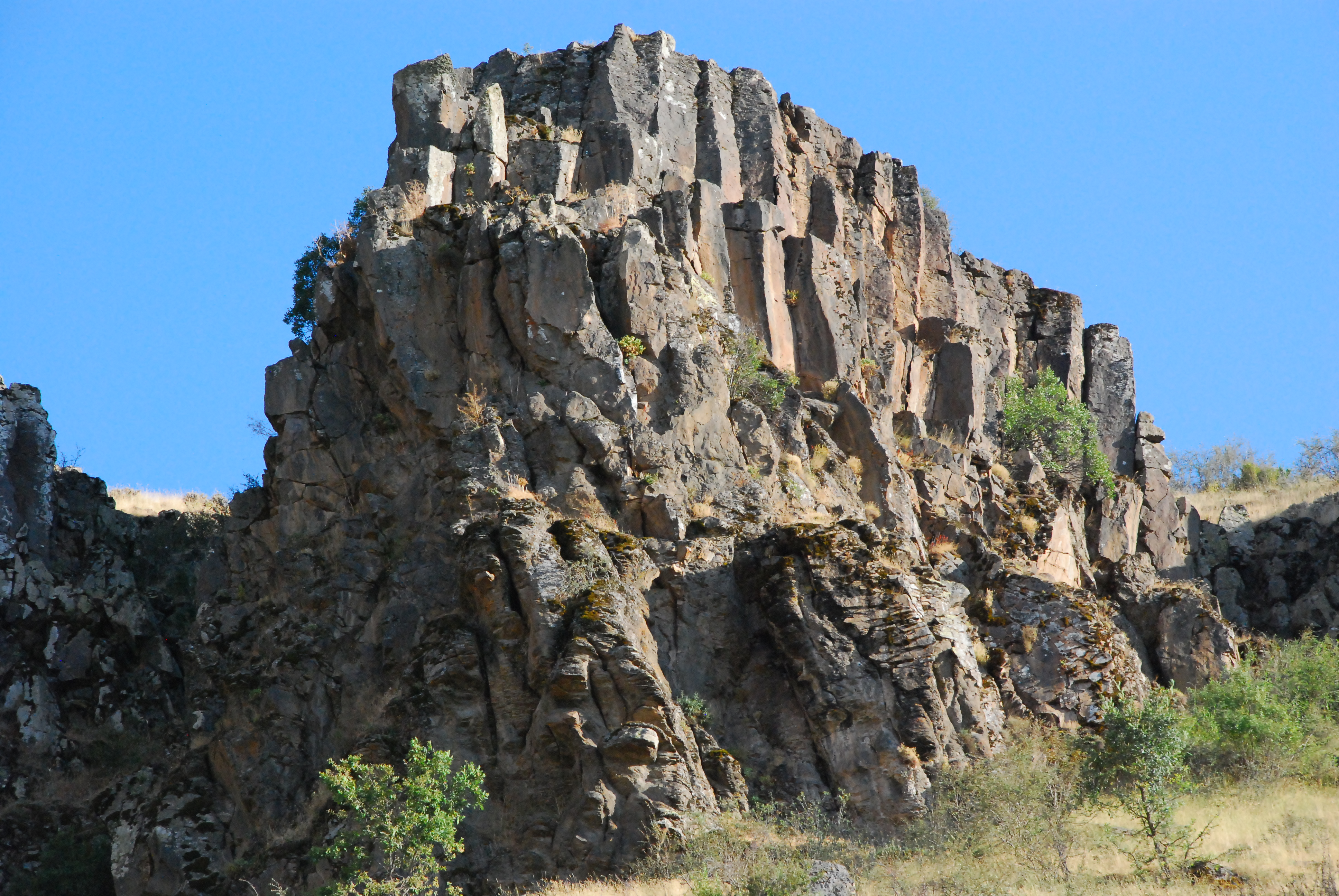
Bazalt
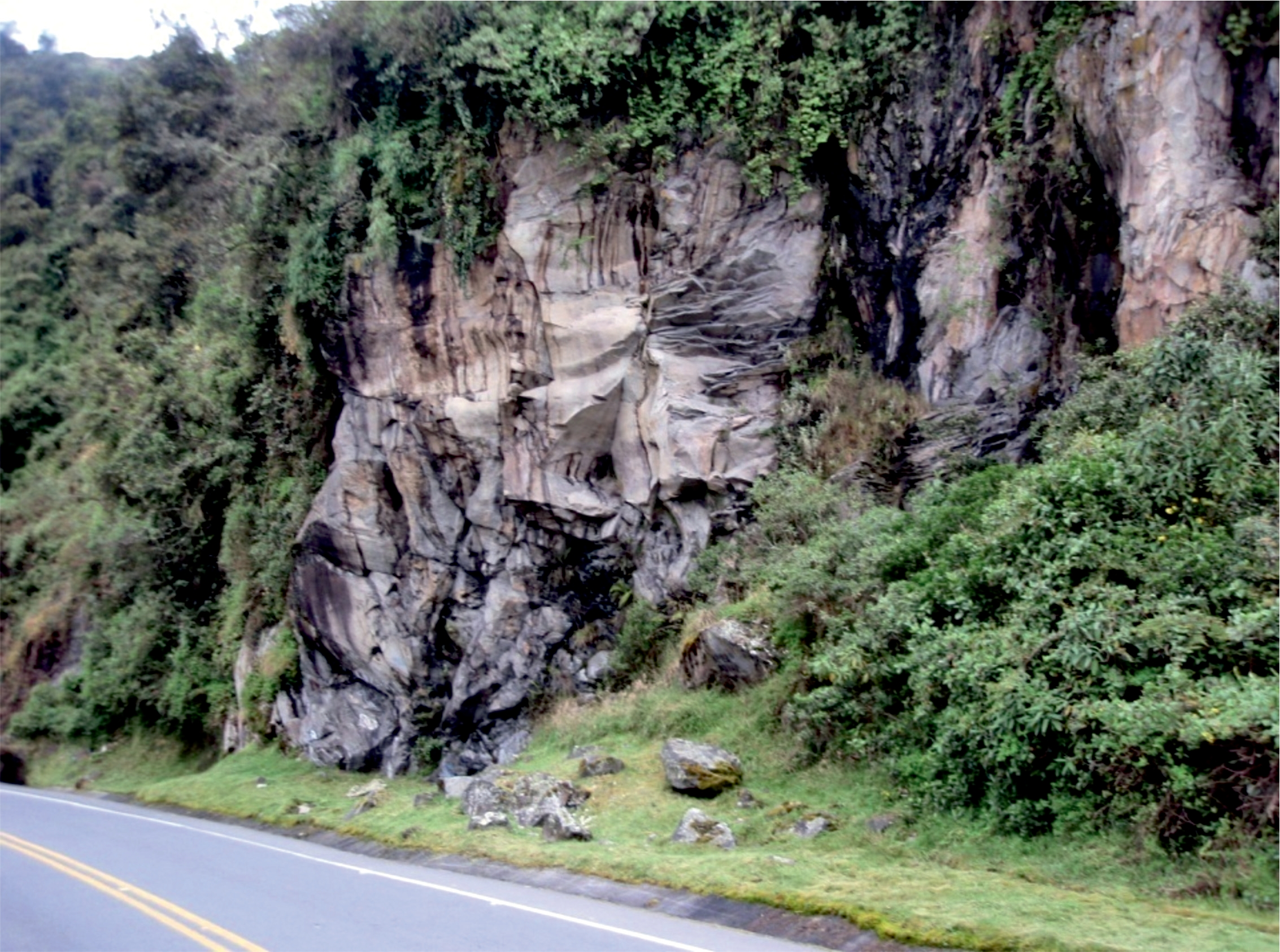
Andezit
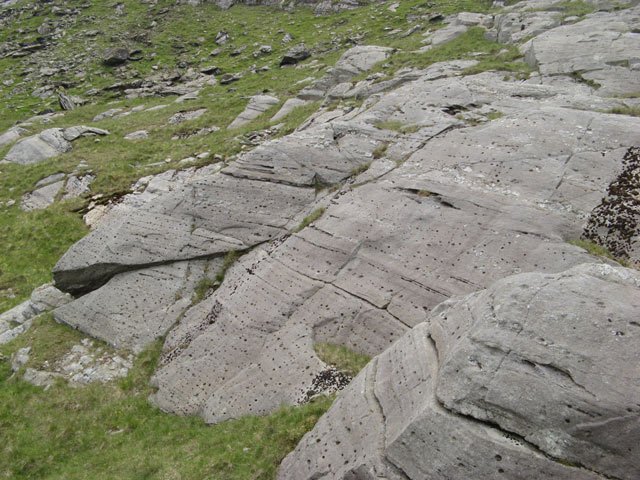
Riolit
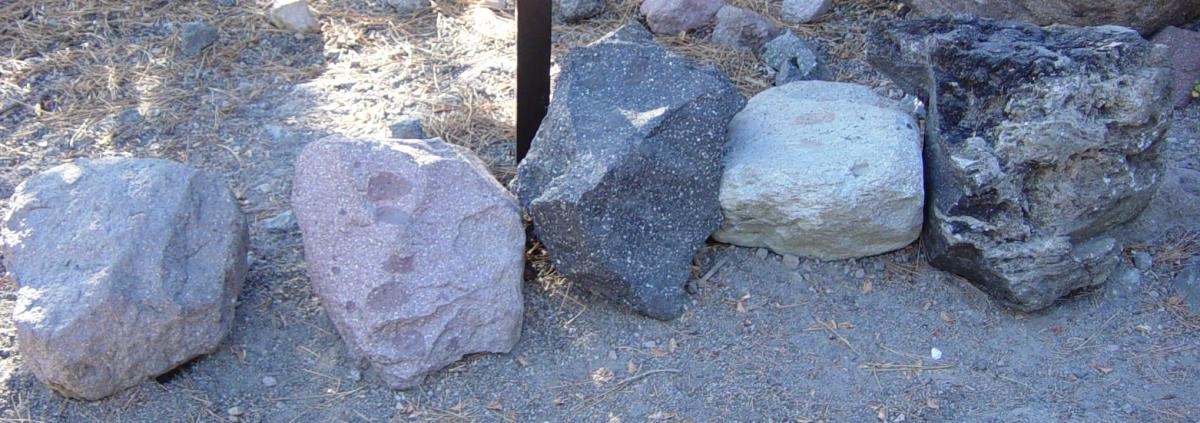
Dácit

## Vulkáni törmelékes kőzetek
A vulkanoklasztitok robbanásos vulkánkitöréskor a levegőbe jutó lávadarabok megszilárdulásával keletkeznek.

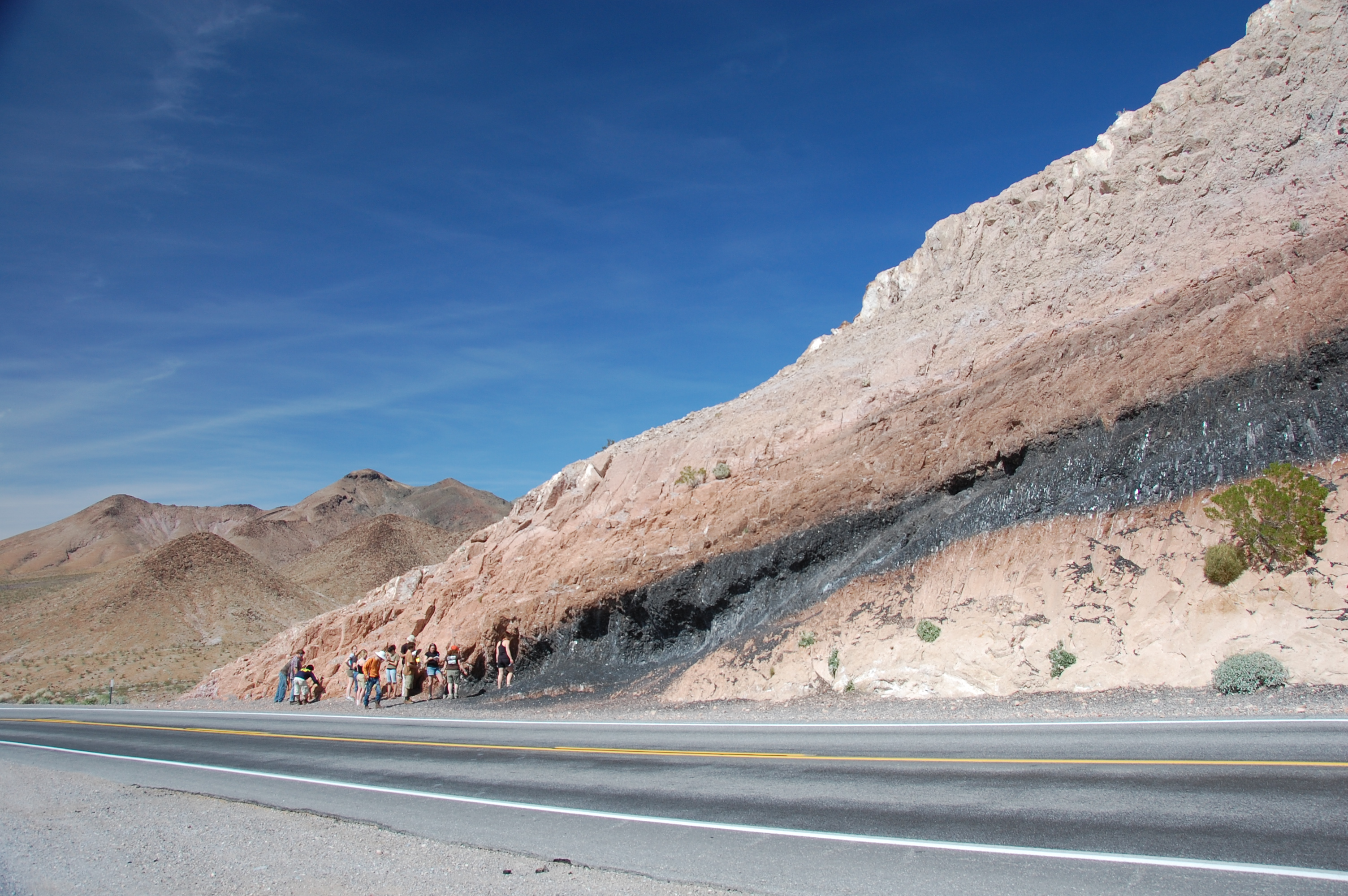
Vulkáni üveg és tufa rétegek, Kalifornia
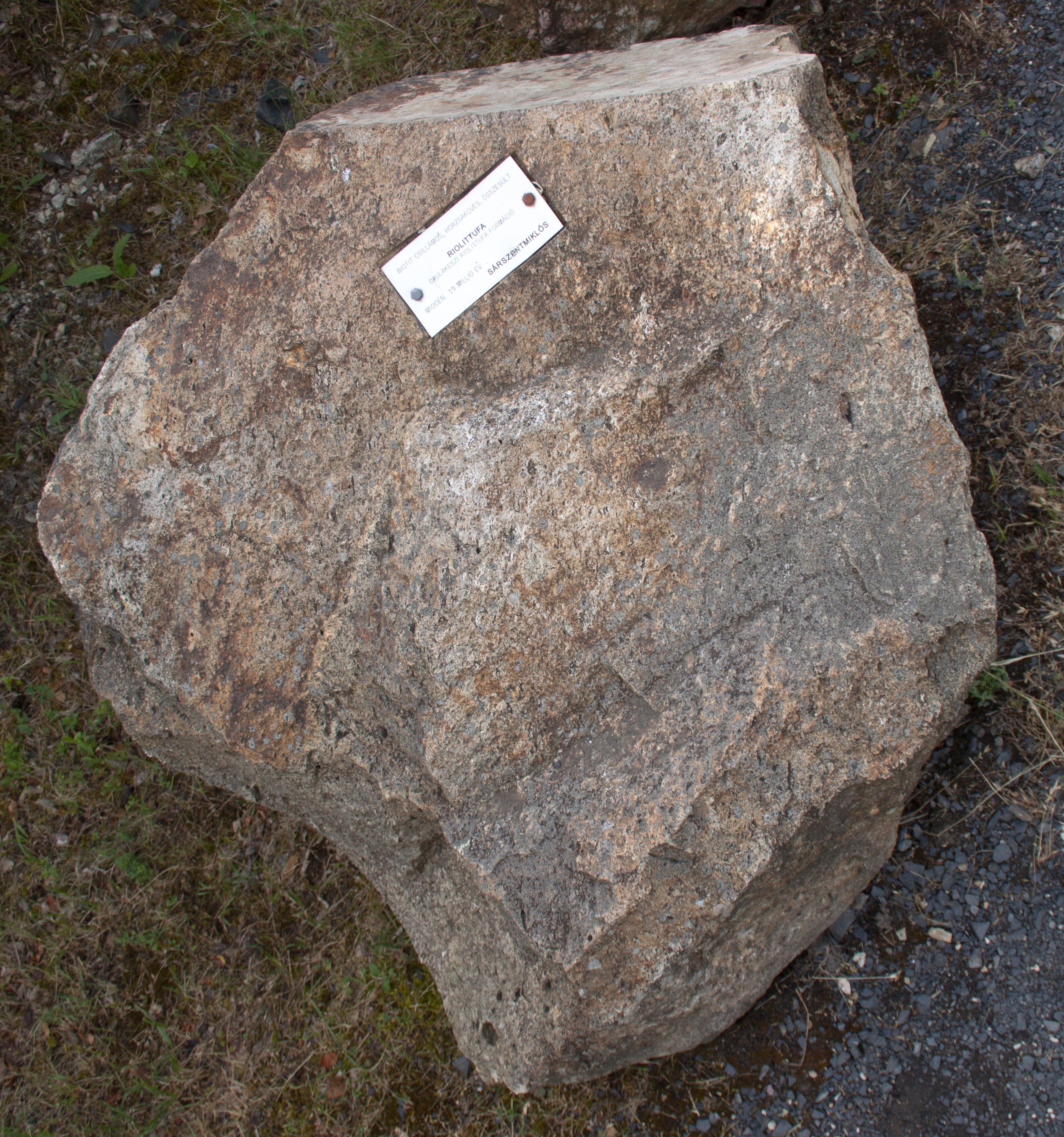
Horzsaköves, összesült riolittufa, gyulakeszi riolittufa
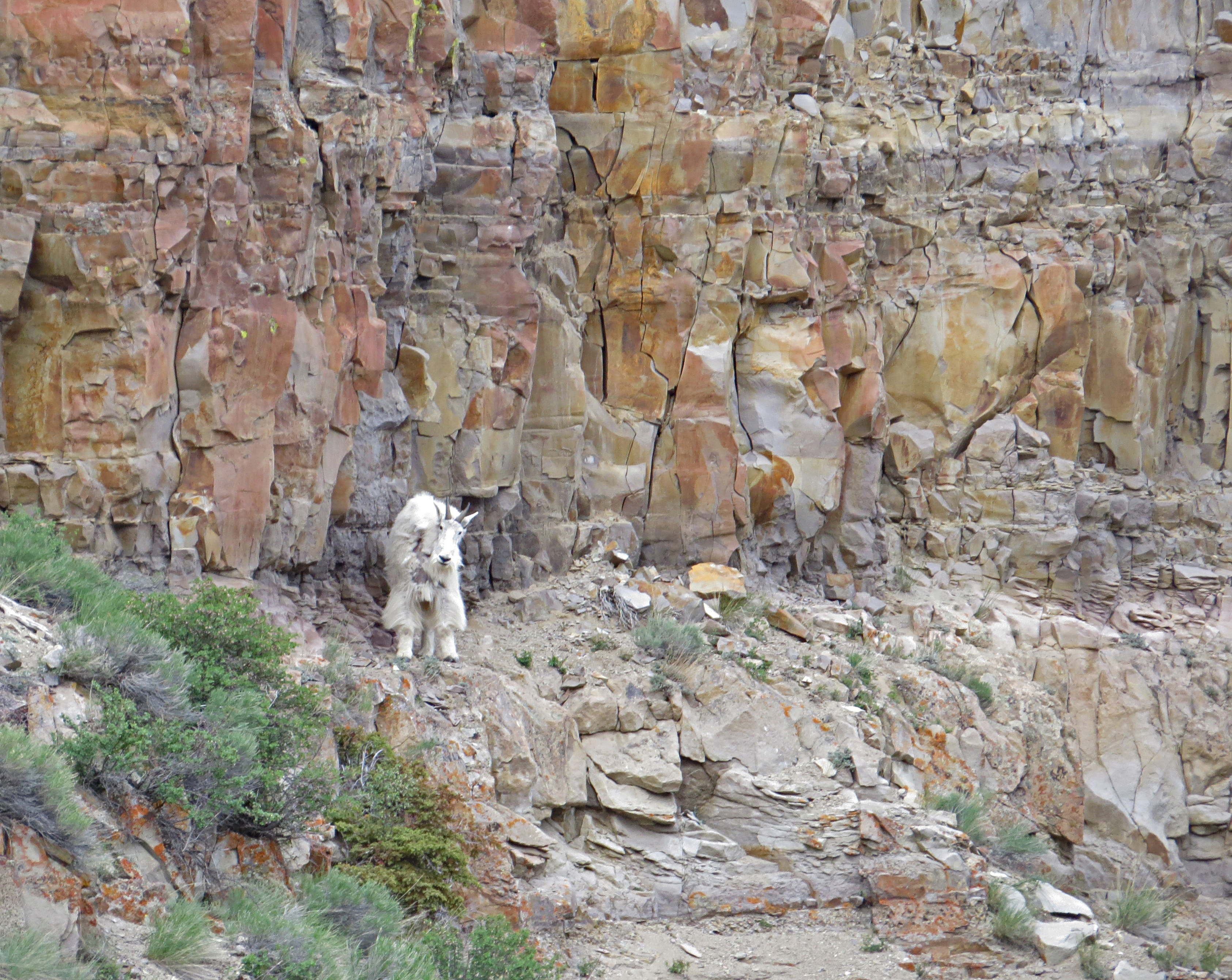
Vulkanoklasztit, Yellowstone park

### Vulkanogén tartalom alapján
A túlnyomórészt elsődleges vulkáni anyagból álló vulkanoklasztit a piroklasztit. A csak 25–75%-ban áll vulkanogén törmelékekből és más üledékes anyagokkal keveredett kőzet a tufit (például a homokkőtufit). Ha a vulkanogén tartalom csak 10–25%, tufás kőzetről beszélünk.

#### Piroklasztitok
A piroklasztit olyan vulkáni törmelékes kőzetfajta, amely legalább 75%-ban elsődleges vulkáni anyagot tartalmaz. Ez hólyagos-hólyagüreges magmás képződményekből (juvenilis részek – salak vagy horzsakő), a mélyben kialakult kristályokból és tömött szövetű (litikus) kőzetrészekből áll.
Az olyan piroklasztit kőzetté vált vulkáni törmelék, amelynek szemcsemérete nem nagyobb két milliméternél, a tufa. Ha tartalmaz legalább 10%-nyi lapillit (2–64 milliméteres darabokat), akkor a neve lapillitufa vagy lapillikő. Ha szemcsemérete nem nagyobb 0,0625 milliméternél, akkor ez finom vulkáni hamuból keletkezett finomszemcsés tufa, egyébként durvaszemcsés tufa.
A 64 milliméternél nagyobb szemcséket tartalmazó kőzet – ha lekerekített formájú szemcsékből (bomba) – keletkezett, a piroklasztos agglomerátum. Ha szögletes szemcsékből (blokk), akkor piroklasztos breccsa.

### Kémiai összetétel alapján
Kémiai összetételük alapján a vulkanoklasztitok lehetnek savanyú (például a riolittufa, vagy a dácittufa), neutrális (andezittufa), illetve bázisos (bazalttufa) természetűek.
Általában a vulkanikus törmelékes kőzetek szürkék és feketék szoktak lenni.